# Château de La Roche (Doubs)
Pour les articles homonymes, voir Château de La Roche.
Le château de La Roche est un château du XIIIe siècle de style classique dans le Doubs à Rigney en Franche-Comté, à 26 km au nord-est de Besançon.
Il fait l’objet d’une inscription au titre des monuments historiques depuis le 18 décembre 1998.

## Historique
Le château de la Roche, campé sur une falaise qui domine la vallée de l’Ognon, serait construit sur l’emplacement d’un site gallo-romain.
Le château appartient à la famille de la Roche du XIe au XIVe siècle.
À la fin du XVe siècle, le château passe par mariage à la famille de Plaine, qui reconstruit le logis au XVIe siècle.
Après la Révolution française, le domaine est acheté par le comte de Scey qui y établit une sucrerie en 1811. En 1847, le château devient une fromagerie puis un domaine agricole en 1854, et une ferme-école en 1869.
En 1986, Jean de Foucauld (diamantaire de Paris) achète la bâtisse à l’abandon et la fait entièrement restaurer pour accueillir des expositions artistiques temporaires.

## Architecture
Le château de la Roche est formé de bâtiments certains maintenant disparus, entourant trois cours. Le logis au plafonds à la française et cheminées à hotte comporte une chapelle. De l'aile est il ne reste que le soubassement voûté et le pigeonnier.
Le moulin, attesté dès 1392, a été modernisé au XIXe siècle. Il a conservé son barrage et une partie de son canal.
De la sucrerie de 1811, la fromagerie en 1847 et la ferme-école, subsistent divers bâtiments dont les étables surmontées du fenil et la grange.

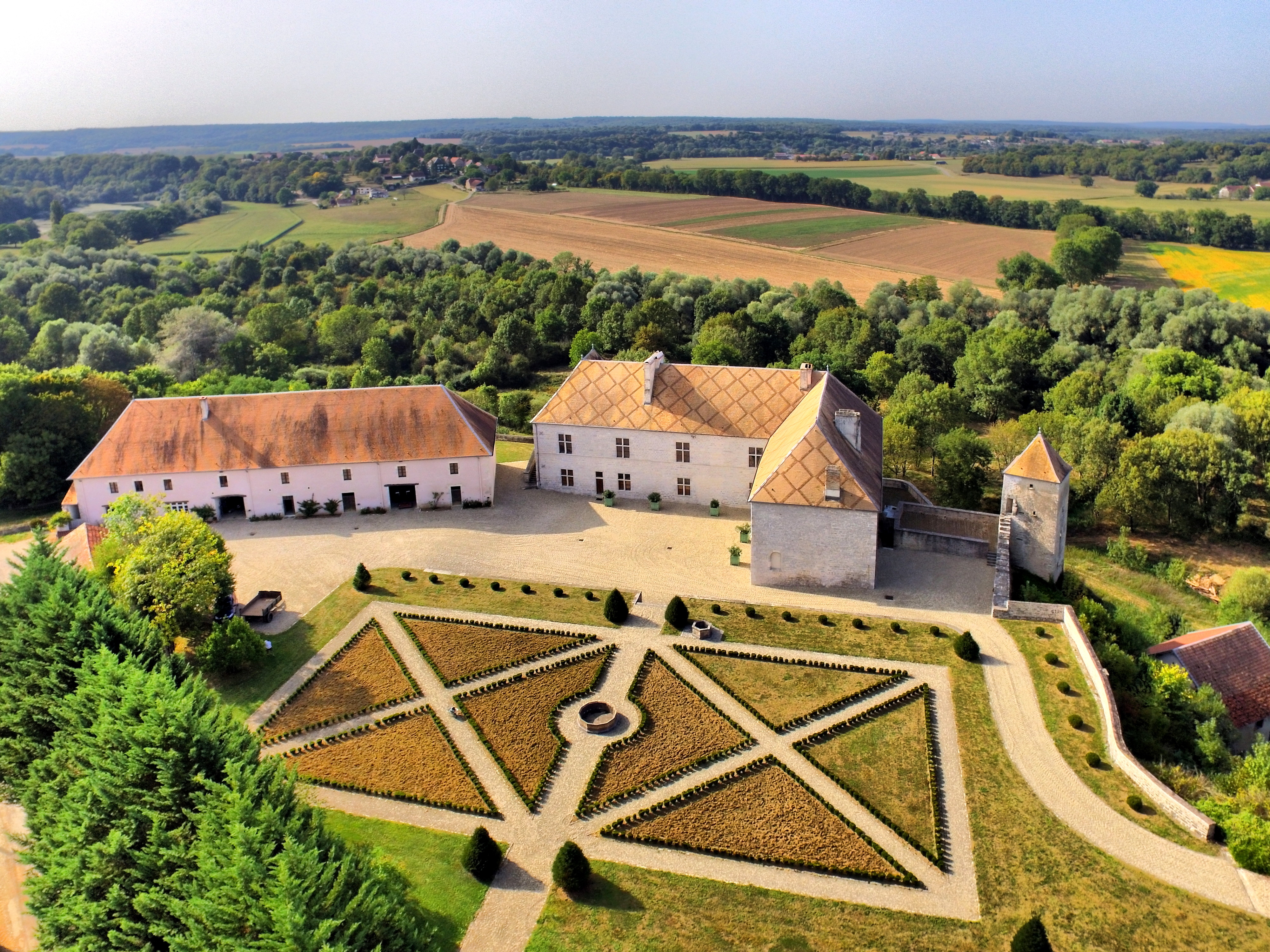
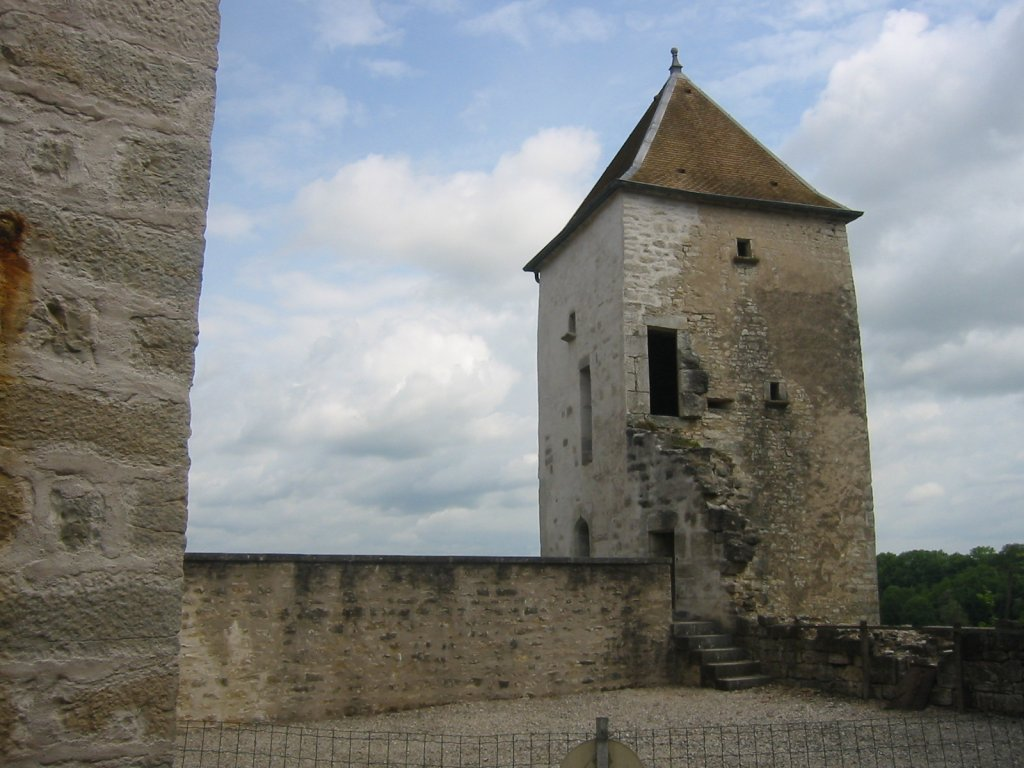
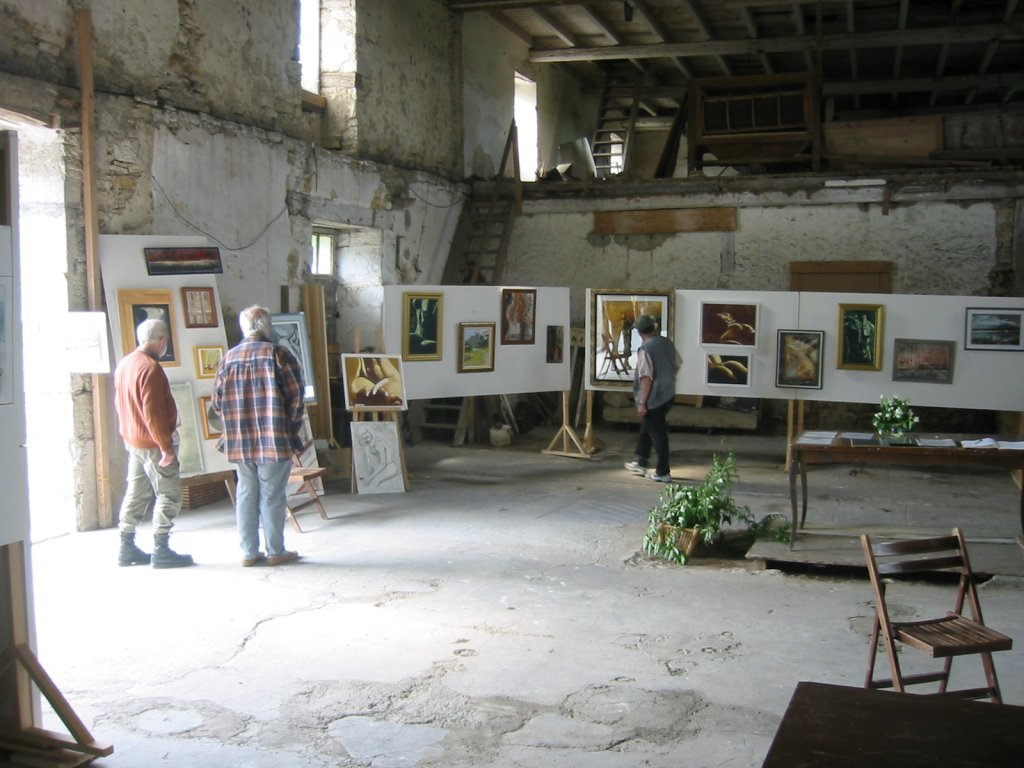
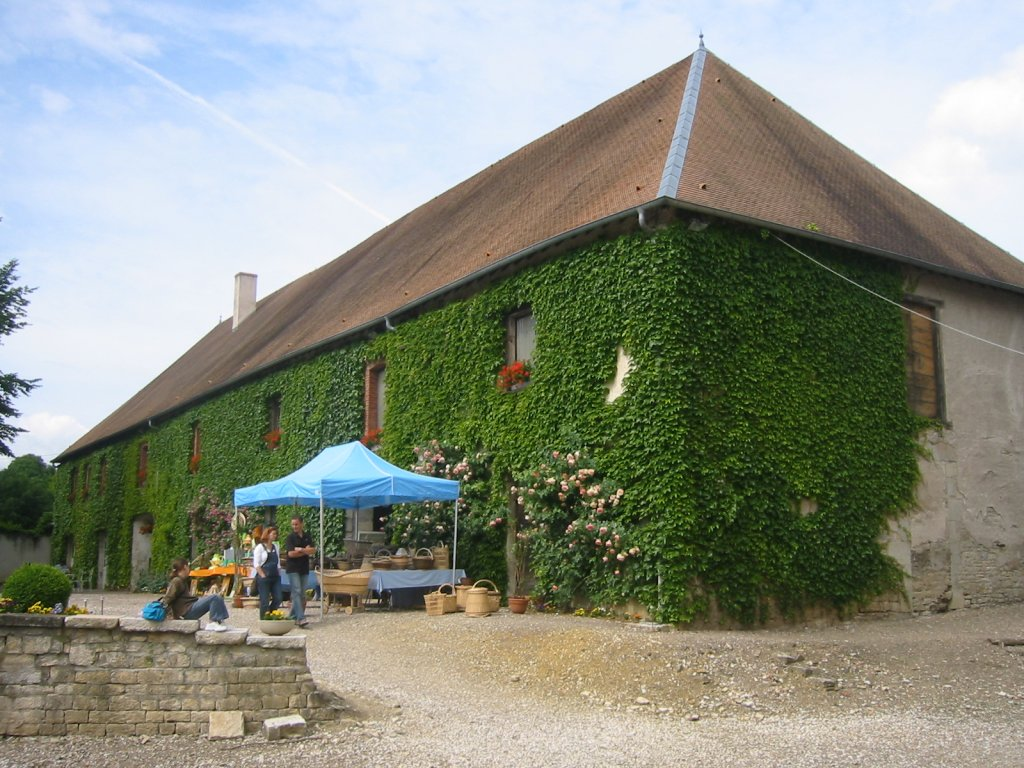